# 리아 보위센
리아 보이센(Lia Boysen, 1966년 4월 6일 ~ )은 스웨덴의 배우이다.

## 출연 작품
- 비스칸의 기적 (2015)
- 리터닝 홈 (2015)
- 본 브롬스 시크릿 (2013)
- 아이 로슨스 타임 (2013)
- 게이밍 (2013)
- 커밍 홈 (2013)
- 키루나에서의 재회 (2012)
- 웨어 원스 위 워크드 (2011)
- 그로운 업스 (2008)
- 더 피라미드 (2007)
- 서치 (2006)
- 어둠이 내릴 때 (2006)
- 데이즈 라이크 디스 (2001)
- 스나이퍼 3 - 라스트 타겟 (2001)
- 새로운 땅 (2000)
- 고모론 (1992)